# Piano, solo (colonna sonora)
Piano, solo è un album di Riccardo Milani, pubblicato nel 2007. Il disco è la colonna sonora dell'omonimo film ed è dedicato alla figura del pianista jazz Luca Flores.

## Il disco
L'album è uscito il 19 ottobre 2007 in un box di 2 CD contenente musiche originali di Lele Marchitelli e registrazioni inedite dell'ultimo concerto di Luca Flores.

## Tracklist
CD 1
1. Autumn Leaves (Le foglie morte) - Stefano Bollani - E. Pietropaoli - Roberto Gatto
2. Angela (Luigi Tenco) – Stefano Bollani
3. Tempus Fugit (Bud Powell) – Stefano Bollani - E. Pietropaoli - Roberto Gatto
4. The Entertainer (Scott Joplin) – Stefano Bollani - E. Pietropaoli - Roberto Gatto
5. Preludio in Do Diesis minore op.3 n.2 (S. Rachmaninov) - Gilda Buttà
6. Preludio in Fa BWV587 (Johann Sebastian Bach) - Gilda Buttà
7. Children's Corner (Claude Debussy) - Gilda Buttà
8. Scale 1 e 2 - Gilda Buttà
9. Memoria d'Africa - Banda Osiris
10. A trane from the east - Massimo Urbani
11. Angela - Luigi Tenco
12. Musengu (where extremes meet) - Luca Flores
13. Ricordo - Lele Marchitelli
14. Tormento estremo - Lele Marchitelli
15. Tempus fugit - Bud Powell
16. Coincidenze - Luca Flores
17. Dentro un perimetro - Lele Marchitelli
18. Preludio in do diesis minore op.3 n.2 (Rachmaninoff)
19. Fermati qui - Lele Marchitelli
20. Ti ricordi di me? - Lele Marchitelli
21. Non suonerò mai più - Lele Marchitelli
22. Children's corner (Claude Debussy)

CD 2
1. Ricordo
2. Brevi momenti
3. Riassunto di una visione
4. Il disco del mondo
5. L'altalena
6. Tormento estremo
7. Dentro un perimetro
8. Fermati qui